# Viva Las Vegas
Viva Las Vegas er en amerikansk film fra 1964. Filmen, hvis hovedrolle blev spillet af Elvis Presley, blev produceret på MGM af Jack Cummings og George Sidney med sidstnævnte som instruktør.
Filmen blev indspillet 15. juli til 16. september 1963 og havde premiere den 13. marts 1964 i London. Den havde dansk premiere den 10. april 1964. I Europa blev filmen markedsført som Love In Las Vegas, idet der på samme tidspunkt i England blev vist en film med titlen Viva Las Vegas.
Viva Las Vegas var den 15. i rækken af film med Elvis Presley. Filmen, hvis manuskript blev skrevet af Sally Benson, handler om racerkøreren og spillefuglen, der forelsker sig i den kønne svømmelærerinde på hans hotel, hvor han bor i forbindelse med hans deltagelse i Grand-Prix'et (bil-racerløb) i Las Vegas. Udover at vinde Grand-Prix'et vinder han også svømmelærerens hjerte. Rollen som svømmelæreren spilles af den svensk/amerikanske skuespiller Ann-Margret (født Olsson).
Viva Las Vegas blev optaget i Henderson nær Las Vegas, USA.
Den danske titel på Viva Las Vegas var Elvis i det store race.

## Musik
Filmens sange blev næsten alle indspillet i juli 1963 i Hollywood, Californien. Udover en række Elvis-sange synger Ann-Margret to sange i filmen. Tre af de sange, der blev indspillet til brug i filmen, blev ikke anvendt. Det var "Night Life", skrevet af Bill Giant, Bernie Baum og Florence Kaye, "Do The Vega", skrevet af det samme trekløver samt "You're The Boss", en komposition af Jerry Leiber og Mike Stoller. "You're The Boss" var en duet med Elvis og Ann-Margret.
Sangene i Viva Las Vegas blev udsendt lidt efter lidt og altså ikke udsendt på et samlet soundtrack, hvilket på daværende tidspunkt medførte en del kritik af RCA, der var pladeselskab for både Elvis og Ann-Margret. I stedet blev udsendt en EP med udvalgte sange samt en single-plade med det gamle Ray Charles-nummer "What'd I Say" som A-side, mens B-siden rummede filmens titelmelodi "Viva Las Vegas".
De 11 sange, der blev sunget i filmen, var:
- "Yellow Rose Of Texas"/"The Eyes Of Texas" (Fred Wise, Randy Starr), indspillet 10. juli 1963

Udsendt på LP'en Singer Presents Elvis Singing Flaming Star And Others, november 1968
- "The Lady Loves Me" (Roy C. Bennett, Sid Tepper) (duet med Ann-Margret), indspillet 11. juli 1963

Udsendt på LP'en Elvis – A Legendary Performer, vol. 4, november 1983
- "What'd I Say" (Ray Charles), indspillet 30. august 1963

Udsendt som A-side på single med "Viva Las Vegas" som B-side, samtidig med filmens premiere
- "Viva Las Vegas" (Doc Pomus, Mort Shuman), indspillet 10. juli 1963

Udsendt som B-side på single med "What'd I Say" som A-side, samtidig med filmens premiere
- "I Need Somebody To Lean On" (Doc Pomus, Mort Shuman), indspillet 10. juli 1963

Udsendt på EP'en Viva Las Vegas, samtidig med filmens premiere
- "C'mon Everybody" (Joy Byers, Johnston), indspillet 9. juli 1963

Udsendt på EP'en Viva Las Vegas, samtidig med filmens premiere
- "Today, Tomorrow And Forever" (Bernie Baum, Bill Giant, Florence Kaye), indspillet 11. juli 1963

Udsendt på EP'en Viva Las Vegas, samtidig med filmens premiere
- "Santa Lucia" (Teodoro Cottrau, arrangeret af Elvis Presley), indspillet 10. juli 1963

Udsendt på LP'en Elvis For Everyone, juli 1965
- "If You Think I Don't Need You" (Joe Cooper, Red West), indspillet 9. juli 1963

Udsendt på EP'en Viva Las Vegas, samtidig med filmens premiere
- "Appreciation" (fremført af Ann-Margret), indspillet juli 1963

Udsendt på compilation'en Ann-Margret 1961-1966, udgivet i 1998
- "My Rival" (fremført af Ann-Margret), indspillet juli 1963

Udsendt på compilation'en Ann-Margret 1961-1966, udgivet i 1998
Duetten med Ann-Margret, "The Lady Loves Me", er endvidere udsendt på cd'en "The Very Best Of Ann-Margret".
"Today, Tomorrow And Forever" er baseret på "Liebestraum" af Franz Liszt fra 1850.
"Santa Lucia" er komponeret af italieneren Teodoro Cottrau i 1849. Den blev oprindeligt indspillet af Enrico Caruso i 1916.

## Links
- Viva Las Vegas på Internet Movie Database (engelsk)
- Viva Las Vegas på Filmdatabasen
- Viva Las Vegas på Scope
- Viva Las Vegas i Svensk Filmdatabas (svensk)
- Viva Las Vegas på AlloCiné (fransk)
- Viva Las Vegas på MovieMeter (nederlandsk)
- Viva Las Vegas på AllMovie (engelsk)
- Viva Las Vegas' profil hos Encyclopædia Britannica Online (engelsk)
- Viva Las Vegas på Turner Classic Movies (engelsk)
- Viva Las Vegas på The Movie Database (engelsk)